# Ki mit tud? (1972)

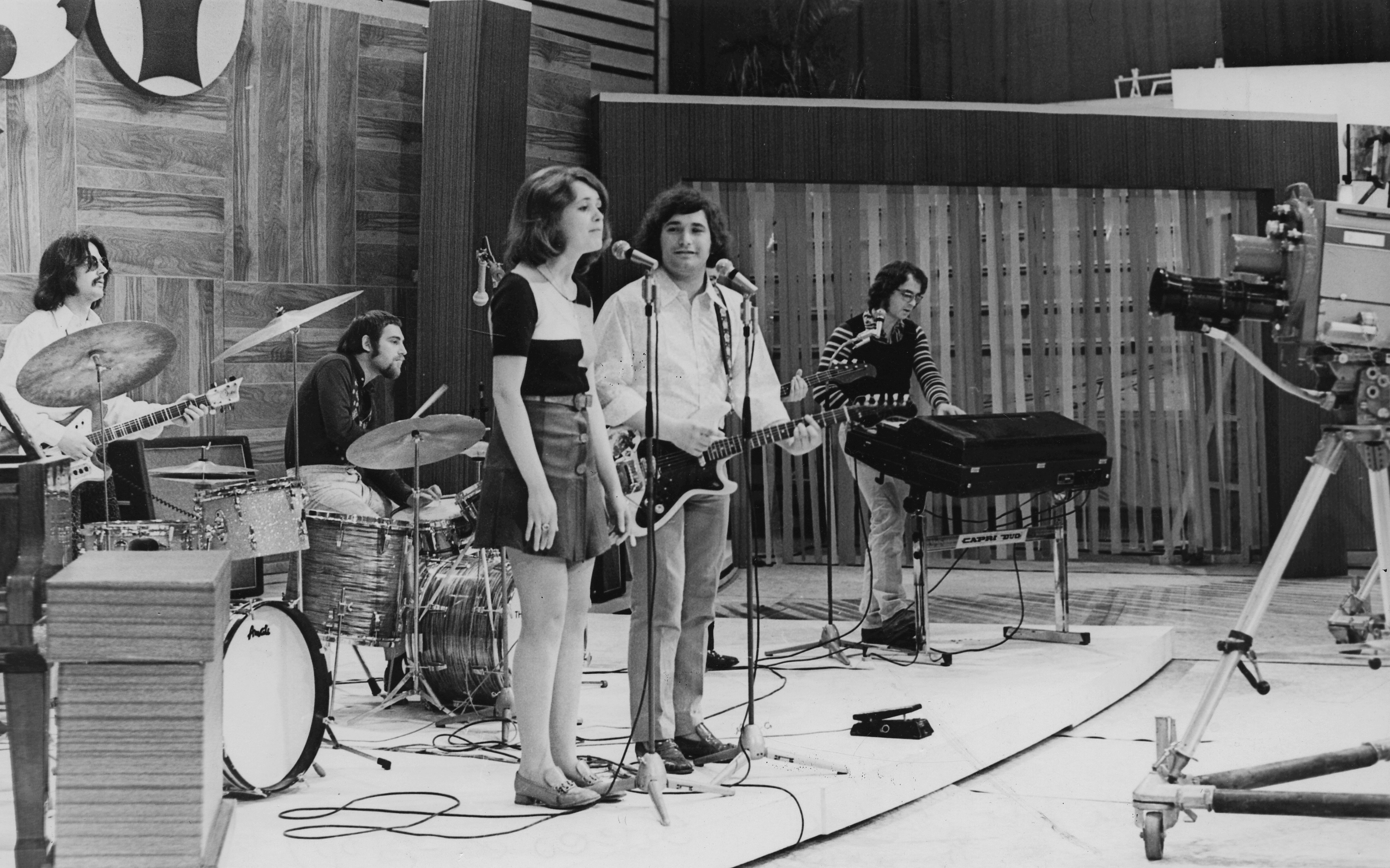
Ki mit tud?, 1972, Stereo együttes

A Ki mit tud? a Magyar Televízió kulturális tehetségkutató műsorának ötödik kiadása, amelyet 1972. május 4. és július 8. között rendeztek meg. Az első három elődöntőt vidéki városokból (Miskolc, Szeged és Pécs), majd az ideiglenesen tévéstúdiónak átalakított Ganz-MÁVAG Művelődési Házból közvetítették. A műsor egyben megünnepelte az első Kit mit tud? tízéves évfordulóját is.
A műsorvezető sorozatban negyedik (és utolsó) alkalommal Megyeri Károly volt. Állandó visszatérőnek számító zsűritagok (Petrovics Emil, Szinetár Miklós, Pernye András, Rábai Miklós) és a zsűrielnök Major Tamás mellett Vámos László, Körtvélyes Géza valamint első alkalommal Vásárhelyi László ült a döntő zsűrijében. Emellett számos vendég zsűritag szerepelt az egész műsorfolyam során.
A győztesek között volt Boros Lajos (pol-beat), Interbrass (jazz), Berki Béla hegedűs (szólóhangszer) és Hegyi Füstös László rajzos-parodista (paródia). A pécsi Bóbita bábegyüttes sorozatban harmadik alkalommal nyerte meg a báb kategóriát, Szűcs Judith pedig az egyetlen előadó lett, aki egy kiíráson belül két kategóriában is győzni tudott (táncdal és kamarakórus, utóbbit a Tavasz kamarakórus tagjaként). A tánczene kategóriában a Generál győzött, táncdalok között pedig a Mikrolied döntős lett (ők egymást kísérték a versenyen).
A döntőben tűnt fel Fülöp Tibor bűvész, a jódlizó Forgács Gábor és a folk-beatet előadó Eszményi Viktória (mindketten ének kategóriában) valamint Monyók Gabi, az előző '68-as Ki mit tud?-döntős Monyók Ildikó testvére (táncdal).
Az elődöntősök között volt Éles István humorista, Muszty Bea-Dobai András folk-beat duó és a későbbi műsorszerkesztő-riporter Nagy György a Volvo együttes tagjaként. Középdöntősök között volt vers-és prózamondó Vándorfi László, a Kócbabák valamint a Virginia lányegyüttes tagjaként Szigeti Edit és Bódy Magdi (utóbbi a Ki mit tud? előtt szakmai okok miatt kivált ideiglenesen a Mikrolied-ből).
A műsor szerkesztője Végh Miklós, rendezője Pauló Lajos volt.

## Évad áttekintése
| Versenyzők      | Formáció                 | Kategória   | Eredmény    |
| --------------- | ------------------------ | ----------- | ----------- |
| Szűcs Judit     | Tavasz kamarakórus tagja | Kamarakórus | Győztes     |
| Szűcs Judit     | szóló                    | Táncdal     | Győztes     |
| Mikrolied       | Generál együttes         | Tánczene    | Győztes     |
| Mikrolied       | vokáltrió                | Táncdal     | Döntős      |
| Babits Marcella | Kócbabák tagja           | Táncdal     | Középdöntős |
| Babits Marcella | szóló                    | Táncdal     | Középdöntős |
| Csepregi Éva    | Kócbabák tagja           | Táncdal     | Középdöntős |
| Csepregi Éva    | Stereo együttes          | Tánczene    | Középdöntős |

A verseny kiírására kb 20 ezren jelentkeztek. Ebből a televíziós fordulókra összesen 124 produkció került be. A középdöntőktől kezdve az adásfolyam a televízió színesben volt látható, amely akkoriban újdonságnak számított.
A vetélkedő 13 adásból állt: nyolc elődöntő (ebből kettő az ún. kamaraműfajok számára), három középdöntő és két estén rendezett döntő. A külön adásokban rendezett kamaraműfajok továbbjutott fellépői egyből a számukra rendezett döntőbe kerültek.
A műsor alatt a versenyzőkre 374 805  szavazat érkezett. A döntőben csak Berki Béla (hegedű) és Simai Gyula (akrobata, kardegyensúlyozó) kapott maximális 120 pontot.
Kategóriagyőztesek:
- Szólótánc: Vígh Sándor
- Irodalmi színpad: Berkes Ferenc Irodalmi Színpad (Kecskemét)
- Kamarakórus: Tavasz kamarakórus (Budapesti)
- Pol-beat: Boros Lajos
- Jazz: Interbrass
- Néptánc: Vasas művészeti együttes
- Vers- és prózamondás: Szabó Olga
- Egyéb: Simai Gyula (akrobata és kardegyensúlyozó)
- Paródia: Hegyi Füstös László (rajzos-parodista)
- Ének: Mazsaroff Mária
- Szólóhangszer: Berki Béla (hegedűs)
- Tánczene: Generál
- Táncdal: Szűcs Judit
- Báb: Bóbita bábegyüttes (Pécs)

A győztesek egy jugoszláv–észak-olaszországi körutazást nyertek. A helyezettek a nekik megfelelő arany, ezüst és bronz emlékplaketteket és értékes képzőművészeti alkotásokat kaptak.
A Ki mit tud? 88%-os közönségaránnyal az év legnézettebb hazai készítésű műsora volt. Ugyan ekkor még csak két országos csatorna közül lehetett válogatni, de a műsor így is maga mögé utasította például a Bors című filmsorozatot (82-84%) és a Híradót (71,4%).

### Döntő

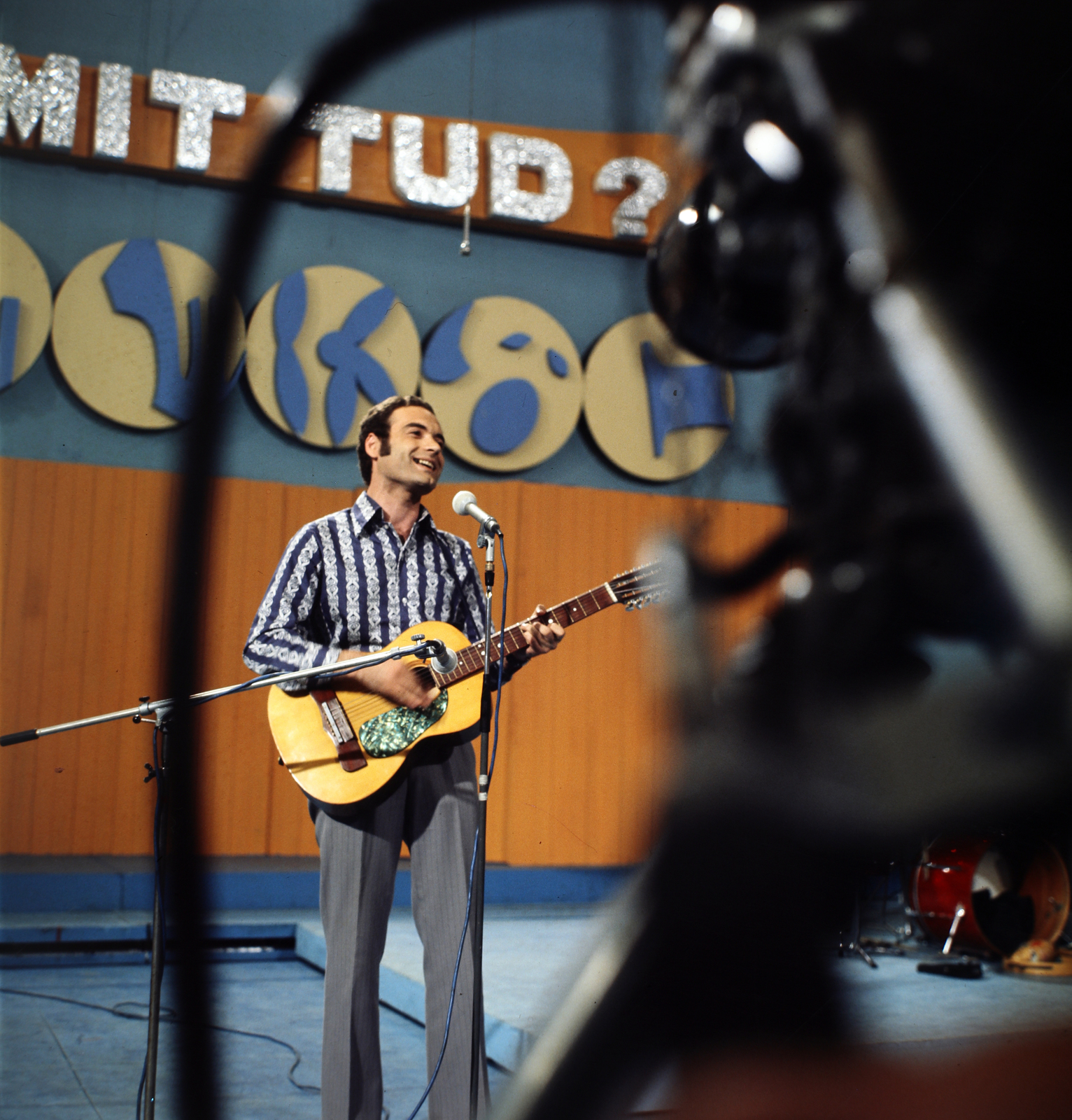
Forgács Gábor, a '72-es Ki mit tud? egyik döntőse

| #                                              | Versenyzők                                               | Kategória        | Eredmény |
| ---------------------------------------------- | -------------------------------------------------------- | ---------------- | -------- |
| Döntő I. rész – Kamaraműfajok 1972. június 29. |                                                          |                  |          |
| 1                                              | Vígh Sándor                                              | Szólótánc        | Győztes  |
| 2                                              | Horváth János                                            | Szólótánc        | Döntős   |
| 3                                              | Berkes Ferenc Irodalmi Színpad (Kecskemét)               | Irodalmi színpad | Győztes  |
| 4                                              | Veritas (Püspökladány)                                   | Irodalmi színpad | Döntős   |
| 5                                              | József Attila Irodalmi Színpad (Monor)                   | Irodalmi színpad | Döntős   |
| 6                                              | Sárbogárdi Irodalmi Színpad (Sárbogárd)                  | Irodalmi színpad | Döntős   |
| 7                                              | József Attila Tudományegyetem irodalmi színpada (Szeged) | Irodalmi színpad | Döntős   |
| 8                                              | Tavasz kamarakórus (Budapest)                            | Kamarakórus      | Győztes  |
| 9                                              | Kinizsi (Budapest)                                       | Kamarakórus      | Döntős   |
| 10                                             | Vasvári (Székesfehérvár)                                 | Kamarakórus      | Döntős   |
| 11                                             | Dowland kamarakórus (Budapest)                           | Kamarakórus      | Döntős   |
| 12                                             | Boros Lajos                                              | Pol-beat         | Győztes  |
| 13                                             | Monszun                                                  | Pol-beat         | Döntős   |
| 14                                             | Orfeo                                                    | Pol-beat         | Döntős   |
| 15                                             | Interbrass                                               | Jazz             | Győztes  |
| 16                                             | Vági dzsessz-kvintett                                    | Jazz             | Döntős   |

| #                              | Versenyzők                               | Kategória            | Eredmény |
| ------------------------------ | ---------------------------------------- | -------------------- | -------- |
| Döntő II. rész 1972. július 8. |                                          |                      |          |
| 1                              | Vasas művészeti együttes (Budapest)      | Néptánc              | Győztes  |
| 2                              | Baranya táncegyüttes (Pécs)              | Néptánc              | Döntős   |
| 3                              | Zalka néptáncegyüttes (Budapest)         | Néptánc              | Döntős   |
| 4                              | Debreceni Népi Együttes (Debrecen)       | Néptánc              | Döntős   |
| 5                              | Szabó Olga                               | Vers- és prózamondás | Győztes  |
| 6                              | Daróczi Ágnes                            | Vers- és prózamondás | Döntős   |
| 7                              | Kiss Katalin                             | Vers- és prózamondás | Döntős   |
| 8                              | Kovács Erika                             | Vers- és prózamondás | Döntős   |
| 9                              | Simai Gyula (akrobata, kardegyensúlyozó) | Egyéb                | Győztes  |
| 10                             | Fülöp Tibor (bűvész)                     | Egyéb                | Döntős   |
| 11                             | Hegyi Füstös László (rajzos-parodista)   | Paródia              | Győztes  |
| 12                             | Gergye György (parodista)                | Paródia              | Döntős   |
| 13                             | Mazsaroff Mária (népdal)                 | Ének                 | Győztes  |
| 14                             | Lehr Edit (népdal)                       | Ének                 | Döntős   |
| 15                             | Forgács Gábor (jódli)                    | Ének                 | Döntős   |
| 16                             | Eszményi Viktória (folk-beat)            | Ének                 | Döntős   |
| 17                             | dr. Zámbó Géza (opera)                   | Ének                 | Döntős   |
| 18                             | Berki Béla (hegedű)                      | Szólóhangszer        | Győztes  |
| 19                             | Baranyai Zsolt (furulya)                 | Szólóhangszer        | Döntős   |
| 20                             | Generál együttes                         | Tánczene             | Győztes  |
| 21                             | Beton együttes                           | Tánczene             | Döntős   |
| 22                             | Pop Consort                              | Tánczene             | Döntős   |
| 23                             | Szűcs Judit                              | Táncdal              | Győztes  |
| 24                             | Mixtay Melinda                           | Táncdal              | Döntős   |
| 25                             | Mikrolied vokáltrió                      | Táncdal              | Döntős   |
| 26                             | Monyók Gabi                              | Táncdal              | Döntős   |
| 27                             | Bóbita bábegyüttes (Pécs)                | Báb                  | Győztes  |
| 28                             | Napsugár bábegyüttes (Békéscsaba)        | Báb                  | Döntős   |

## Érdekességek

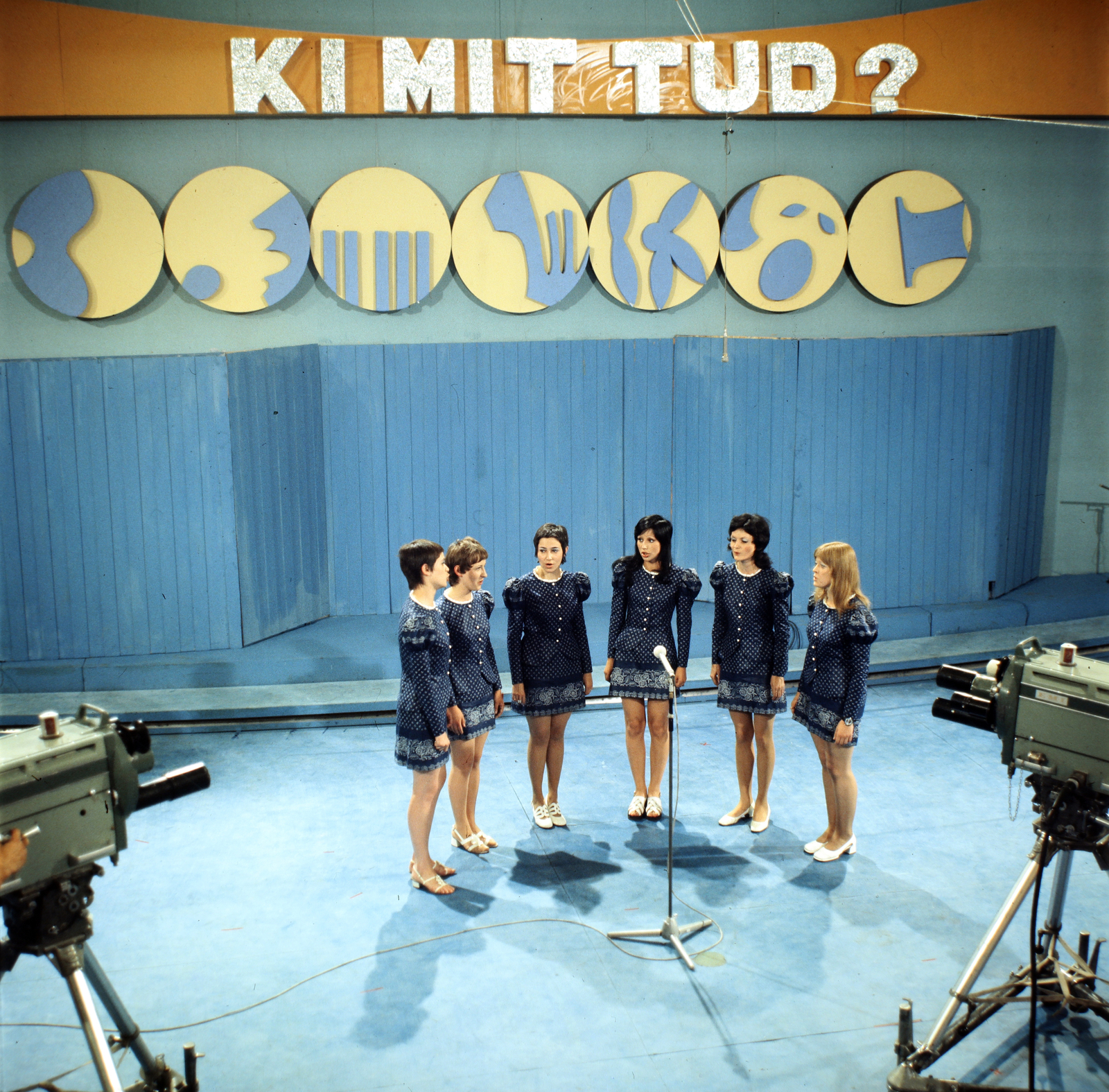
Tavasz kamarakórus, amely '72-es Ki mit tud?-győztes lett (kamarakórus). Tagjai között volt a táncdal kategóriában is győztes Szűcs Judith (balról a negyedik)

- Daróczi Ágnes magyar mellett roma nyelven is szavalt vers -és prózamondásban.
- Generál és a Mikrolied által előadott dalok a Ki mit tud?-on többek között: Kövér nap, Lehajtott fejjel[33][34]
- Boros Lajos a pol-beat kategória döntőjében a Gerinctelenek indulója című hat soros (abban az időszakban kissé áthallásos) saját dalát adta elő. Amikor a próbák során a műsor szerkesztői jelezték, hogy időtartamban nem lesz elég a produkcióhoz, azt tanácsolták neki, hogy énekeltesse is meg a közönséget.[35] Így alakult ki az előadás végső formája.[36]
- A döntős Orfeo együttesből Vas János "Panyiga" elmondása szerint: "A szerkesztő Végh Miklós, aki balos ember volt és szeretett minket, a döntő után odajött, hogy »gyerekek, nem volt mit tenni, jött a telefon, hogy nem nyerhetitek meg. A győzteseket ugyanis Olaszországba viszik jutalomútra, és attól tartanak, hogy disszidáltok és csatlakoztok az olasz terrorista barátaitokhoz.«”[37] Később az egész együttest felszámolták. (Lásd: "Orfeo-ügy")
- A szudáni Awad Musztafa (a Ki mit tud? idején SZOTE-s fogorvos hallgató) táncdal kategóriában a középdöntőig jutott, ahol szudáni dalokat adott elő.[38]
- Ki mit tud?-beli zenekari felállások:
  - Generál: Novai Gábor (basszusgitár) Karácsony János (szólógitár), Révész Sándor (gitár és ének), Ákos István (ritmusgitár) és Reck Lajos (dob)
  - Beton együttes: Bánk Sándor, Kainráth György, Major János, Molnár László és Vadas András
  - Mikrolied: Várszegi Éva, Herczku Annamária és Selényi Hédi
  - Kócbabák: Babits Marcella, Csepregi Éva és Fábián Éva[39]
  - Virginia: Szigeti Edit, Bódy Magdi, Kovács Lajos, Sipos József és Pálmai Zoltán[40]
- A Ki mit tud? nyereményutazás útvonala a következő volt: Zágráb–Rijeka–Rovinj–Velence–Rimini–San Marino–Pisa–a livornói tengerpart–Firenze–Ljubljana.[41] Az utazásról tévés összeállítás is készült Jutalom utazás címmel, amelynek rendezője a Ki mit tud?-okat is rendező Pauló Lajos volt.[42][43]

## Kritikák a műsorról

### Műsorvezetés
A Ki mit tud? után Megyeri Károly több bírálatot is kapott.
A Film Színház Muzsika szerint "...A megjegyzés a játékvezető riporterre vonatkozik. Alapos tárgyi felkészültségét becsüljük, humora láttán azonban feszengünk. Ami nem megy, azt nem kell erőltetni. Mint ahogyan a zsűrivel folytatott viták is – talán nem szerencsés hang folytán – inkább rosszízű kötözködésnek tetszettek."
A Veszprémi Napló szerint "Volt néhány apróbb-nagyobb visszássága az idei vetélkedőnek, sok ellentmondást szült az amatőr jelleg és a profi követelmények keveredése, vagy az, hogy a játékvezető, Megyeri Károly nem tudott annyi színt vinni a közvetítésbe, mint amennyire szükség lett volna."
A Petőfi Népe június 3-i számában "A műsor szerkezete jó, gazdaságos. Az egyes elődöntők felépítése, a számok egymásutánja is gyakorlott rendezőre vall. Sajnos, Megyeri Károly, a kitűnő művelt főszerkesztő ezúttal nem igen találja a helyét. Amit csinál, általában jó, pontos munka. De néha szertartásosan körülményes. Kérdéseivel, megjegyzéseivel más ízt, hangulatot ad a műsornak, mint ahogyan ezt eredetileg tervezték."

### Zsűrizés
Pozitívan nyilatkoztak viszont Pernye András zenekritikusról: "Pompásan működött a zsűri, méltán rukkolt előre a népszerűségi listán a kitűnő Pernye András."